# Itaspiella armata
Itaspiella armata är en plattmaskart. Itaspiella armata ingår i släktet Itaspiella och familjen Otoplanidae. Inga underarter finns listade i Catalogue of Life.